# Amurgädda
Amurgäddan (Esox reichertii) är ljusare än den svenska gäddan, och symmetriskt beströdd med mindre prickar på silvrig bakgrund.
Den finns huvudsakligen i Amurfloden i Mongoliet och Ryssland och i Ononfloden i nordöstra Asien. Den uppnår en längd av en meter och rekordvikten är 16 kg. Den har utplanterats 1968 i Glendale Lake, Cambria County, Pennsylvania, USA av Pennsylvania Fish Commission (1983 klassificerad som "established").